# Relais 4 × 100 mètres masculin aux Jeux olympiques d'été de 1924 (athlétisme)
Pour un article plus général, voir Athlétisme aux Jeux olympiques d'été de 1924.
Navigation
Anvers 1920 Amsterdam 1928
L'épreuve du relais 4 × 100 mètres masculin aux Jeux olympiques de 1924 s'est déroulée les 12 et 13 juillet 1924 au Stade olympique Yves-du-Manoir de Paris, en France.  Elle est remportée par l'équipe des États-Unis (Loren Murchison, Louis Clarke, Frank Hussey et Alfred LeConey).

## Résultats

### Finale
| Rang               | Athlètes                                                               | Temps  | Notes |
| ------------------ | ---------------------------------------------------------------------- | ------ | ----- |
| Médaille d'or      | Frank Hussey, Louis Clarke, Alfred LeConey, Loren Murchison (USA)      | 41 s 0 | WR    |
| Médaille d'argent  | Harold Abrahams, Wilfred Nichol, Walter Rangeley, Lancelot Royle (GBR) | 41 s 2 |       |
| Médaille de bronze | Jacob Boot, Harry Broos, Jan de Vries, Marinus van den Berge (NED)     | 41 s 8 |       |
| 4                  | Ferenc Gerő, Lajos Kurunczy, László Muskát, Gusztáv Rózsahegyi (HUN)   | 42 s 0 |       |
| 5                  | Maurice Degrelle, Albert Heisé, André Mourlon, René Mourlon (FRA)      | 42 s 2 |       |
| —                  | Karl Borner, Heinz Hemmi, Josef Imbach, Victor Moriaud (SUI)           | DSQ    |       |